# 人形師 (2004年電影)
《人形师》（韓語：인형사），2004年於韓國上映，由鄭勇基編導的韓國恐怖片。
《靈異人形館》在日本上映的時候，片名譯作。並且使用日本歌手安藤裕子演唱的歌曲《Lost child,》作為宣傳主題曲。

## 劇情簡介
五個年輕人受邀到一個偏遠的人形博物館擔任模特兒。博物館當中只有幾個奇怪的人，以及坐著輪椅，負責按照這五個年輕人的樣貌來製作人形的「人形師」。年輕人後來發現他們全來自同一個鄉村，而且都從小就知道一個故事：人形有自己的靈魂。不久年輕人一個接一個不明究理地被殺害，而倖存的幾人發現原來人形真的有自己的靈魂，而且要來向人類復仇算帳。

## 人形道具

《靈異人形館》劇照：任恩敬與人形

電影當中使用各式各樣的球體關節人形作為電影道具。有與真人尺寸相仿的人形；也有比例是人類三分之一大小，高度約60公分左右的精緻人形。
這類較小的人形，是由韓國公司Custom House製作、販售的球體關節人形。該公司也隨著《靈異人形館》的上映，推出了被取名為「Mina」與「Demian」的兩款人形。這兩款人形均有在電影當中出現，並且是劇情裡的重要關鍵。

## 演員陣容
- 金有美
- 任恩敬
- 玉智英
- 沈亨倬
- 千虎珍
- 南明烈
- 金寶英
- 林炯俊
- 李佳英

## 榮譽與獎項
- 得獎

2006年 - 西班牙奇幻電影節 （页面存档备份，存于）（西班牙文） - 最佳影片
- 提名

2005年 - 葡萄牙國際奇幻電影節 - 最佳影片

## 外部連結
-  官方網站
- 韓國映畫網站的資料（中文）  （页面存档备份，存于）